# رحمانقلی قلی‌زاده
رحمانقلی قلی‌زاده (زادهٔ ۱۳۳۳ در بجنورد) نمایندهٔ حوزهٔ انتخابیهٔ بجنورد در دورهٔ پنجم مجلس شورای اسلامی بوده‌است.